# Церковь Покрова Пресвятой Богородицы (Руза)
Церковь Покрова Пресвятой Богородицы — православный храм Рузского благочиния Одинцовской епархии, расположенный в городе Руза. Современный адрес: Социалистическая улица, 2а.

## История
Время строительства первой деревянной церкви Покрова в городе не установлено, известно, что она пострадала в Смутное время и на 1624 год 
В Рузе на посаде храм Покрова, древен клецки, стоит пуст. Без пения. Церковь не покрыта и развалилась. А живёт у тоя церкви вдовый поп Семион, платит дань церковную и землею церковной владеет. Свадьбы венчает и молитвы говорит, а правила у церкви не бывает.
 В таком состоянии церковь пребывала до 1644 года, когда была исправлена и в дальнейшем храм также неоднократно разваливался и исправлялся.
Нынешнее здание двухэтажной каменной церкви, в стиле, переходном от барокко к классицизму, с четырёхъярусной колокольней, построено на средства купца Герасима Нестерова и помещика Николая Арцыбашева, в 1781 году. В церкви было четыре престола: на втором этаже — Покровский, на нижнем — центральный, святителя Димитрия Ростовского, правый — святителя Митрофана Воронежского и левый — Сергия Радонежского. В первой половине XIX века была пристроена трапезная с двумя приделами, которой колокольню соединили с основным зданием.

Согласно постановлению президиума Мособлисполкома советов Р., К. и К. Д. № 1933 от 21-го декабря 1933 года храм был закрыт. В постановлении говорилось 
1) здание Покровской церкви необходимо использовать под рентгеновский и светолечебный кабинет Рузской больницы; 2) группа верующих добровольно изъявила желание передать церковь для расширения больницы и перешла в ближайшую церковь т. н. Дмитровскую. Президиум Мособлисполкома постановляет… Покровскую церковь закрыть, а здание использовать в указанных целях.
 Долгие годы в здании находился больничный морг, в конце 1980-х годов храму был присвоен статус памятника архитектуры, здание восстановлено и передано краеведческому музею. В 2000 году верхний храм возвращён верующим, проведена реставрация, соверщаются богослужения, у церкви пока общий приход с храмом Димитрия Солунского. На нижнем этаже размещается музей.